# پیسیقی پیسیقی
پیسیقی پیسیقی (به اسپانیایی: P'isqi P'isqi) یک کوه در پرو است که در Peru, Arequipa Region, Castilla Province واقع شده‌است. پیسیقی پیسیقی ۴٬۶۰۰ متر بالاتر از سطح دریا واقع شده‌است.